# Marker Wadden
Die Marker Wadden sind eine künstlich geschaffene Inselgruppe im Markermeer, einem durch Trockenlegung der ehemaligen Zuiderzee ebenfalls künstlich entstandenen See in den Niederlanden. Die Inseln sind politisch ein Teil der Provinz Flevoland und gehören zum Nationalpark Nieuw Land, der 2018 eröffnet wurde.
Die Inseln befinden sich etwa vier Kilometer vom Houtribdijk entfernt, der Enkhuizen in der Provinz Noord-Holland und Lelystad in der Provinz Flevoland miteinander verbindet. Zur Schaffung der Marker Wadden wurden Sand, Lehm und Schlick aus dem Markermeer selbst verwendet. Hauptziel des Projektes ist die Renaturierung des biologisch armen Markermeers, das als Folge der Eindeichung vor allem unter der Ablagerung von Schlick leidet. Dieser erstickt das Tier- und Pflanzenleben am Grund des Markermeers und trübt das Wasser, wodurch die ökologische Qualität des Gebiets erheblich zurückgegangen ist. Fische, Krustentiere und Wasserpflanzen haben so nur geringe Überlebenschancen, was indirekt auch zu einem Rückgang der Populationen an Wasser- und Seevögeln führte.
Die erste Projektphase sah die Schaffung eines ersten Archipels aus fünf Inseln mit einer Gesamtgröße von etwa 1000 Hektar vor und wurde im Jahr 2020 vorerst abgeschlossen. Auf der größten dieser Inseln, der sogenannten Hafen- oder Hauptinsel, befindet sich eine Anzahl an Gebäuden, die zusammen die Nederzetting op Marker Wadden (deutsch: „Siedlung auf den Marker Wadden“) bilden; eine dauerhafte Besiedelung mit Wohngebäuden ist jedoch nicht vorgesehen. Bei vollständiger Ausführung der Pläne soll ein Natur- und Erholungsgebiet von circa 10.000 Hektar entstehen, was einem Siebtel der Oberfläche des Markermeers entspricht. Davon sollen allein 5500 Hektar auf renaturierte Unterwasserlandschaften entfallen. Damit handelt es sich um eines der größten Naturprojekte in West-Europa. Die Durchführung des Projekts obliegt der Vereniging Natuurmonumenten und der Verkehrsbehörde Rijkswaterstaat.
Die erste neue Insel besitzt eine Größe von 250 Hektar und wurde am 24. September 2016 durch Staatssekretär Martijn van Dam offiziell eröffnet. Seit 2018 ist diese Insel auch für die Öffentlichkeit zugänglich.
Obwohl es der niederländische Name suggeriert, sind die Marker Wadden aus geologischer Sicht kein Wattengebiet. In diesem Fall stammt das niederländische Wort wadden vom lateinischen Wort vadum ab, was so viel wie „seichte Stelle“ oder „Furt“ bedeutet. Die Bezeichnung wird hier metaphorisch verwendet: Sie verweist darauf, wie das Land gebildet wurde, auf den Archipelcharakter und auf den ökologischen Wert des neu entstehenden Gebiets.

## Hintergrund
Das Gebiet des heutigen Markermeers war ursprünglich nur ein Teil des IJsselmeers. Im Jahr 1976 baute man den Houtrib- oder Markerwaarddijk. Dieser sollte bei der Einpolderung eines weiteren Neulandes helfen: der Markerwaard. Zu dieser Einpolderung ist es nicht mehr gekommen. Im Jahr 2003 hat man den alten Plan endgültig aufgegeben.
Durch den Deich bzw. durch die Abtrennung vom IJsselmeer entstand ein neuer See, das Markermeer. Im Normalfall wird sein Wasser über das IJsselmeer abgeführt, kann jedoch bei Bedarf auch über eine Reihe von Kanälen in Flevoland in die Veluwerandmeere geleitet werden. Dies wird gelegentlich gemacht, um die Konzentration an Nitraten und Phosphaten in den mehr oder weniger abgeschlossenen Randmeeren rund um die flevoländischen Polder zu senken.
Doch auch die Wasserqualität des Markermeeres selbst hat gelitten: Etwa seit den 1990er-Jahren sammelt sich im See in Folge der Eindeichung und des dadurch reduzierten Abflusses zunehmend Schlick an, was insbesondere die Biotope am Seeboden beeinträchtigt. Ferner hat der Staat das Ziel, nicht nur die ökologische Situation zu verbessern, sondern das Gebiet auch für den Tourismus attraktiver zu machen.

## Geschichte
Die Vereniging Natuurmonumenten veröffentlichte 2012 erste Pläne, ein Naturschutzgebiet im nordöstlichen Teil des Markermeers zu errichten. Es sollte unweit des Houtribdijks liegen. Im Kern würde es aus einer Gruppe von Sandbankinseln bestehen.
Der Name „Marker Wadden“ für die Inselgruppe lehnt sich an das Watt vor der niederländischen Nordseeküste an. Das Watt fällt abhängig von den Gezeiten trocken. Das Markermeer ist ein von der Nordsee getrennter See, so dass hier keine Gezeiten wirken. Allenfalls bei starkem Wind fallen immer wieder Stellen des Sees für kurze Zeit trocken. Man nennt das auf Niederländisch windwadden.
Zur Schwierigkeit des Projektes sagte der Projektleiter Roel Posthoorn:

“Het Markermeer is 4,5 meter diep en de bodem een grote blubberpoel. Dat is een groot verschil met het opspuiten van eilandjes in meren met een zandbodem. Dit is technisch veel lastiger.”

„Das Markermeer ist 4,5 Meter tief und der Boden ein großer Schlammpfuhl. Das ist ein großer Unterschied zum Aufspülen von Inseln in Seen mit Sandboden. Das ist technisch viel schwieriger.“

Zu Beginn der Baumaßnahmen im Jahr 2016 begann die Firma Royal Boskalis Westminster damit, mit einem Cutterbagger Rinnen am Seeboden zu graben. In diesen Rinnen sammelte sich Schlick, der mit Hilfe der Strömung an die gewünschten Stellen geleitet wurde. Bei Bedarf unterstützte man diesen Prozess mit Hilfe von Hochdruckwasserstrahlern. Dadurch entstanden Bedingungen, wie sie auch bei der natürlichen Bildung bestimmter Formen von Atollen herrschen. Zunächst bildeten sich auf diese Weise Unterwasserdämme, an denen sich in der Folge zügig weiterer Schlick ablagerte. Ergänzend begann man mit der Zugabe von Lehm, um den Aufbau der ersten Insel zu beschleunigen.
An der Westseite der neuen Insel, wo Strömung und Wind am stärksten sind, wurde der Unterwasserdamm durch einen Wall aus Steinen verstärkt, der über die Wasseroberfläche hinausragt und als „Anker“ der Insel dient. Des Weiteren schützt er heute auch den Rest des Archipels. Nach seiner Fertigstellung wurden an beiden Seiten zusätzliche Sanddämme aufgeschüttet, die im Laufe der Zeit zu etwa zwei bis drei Meter hohen Dünenreihen mit breiten Sandstränden an ihren Füßen anwuchsen.
In ihrer Gesamtheit führten diese Maßnahmen zur Bildung eines Areals, das im Nordwesten durch den Steindamm und die Dünenreihen, im Norden, Osten und Süden durch Unterwasserdämme sowie im Südosten durch eine lange Dünenreihe begrenzt ist. Dieser geschützte Bereich ist im Westen und Süden also stärker abgeschlossen als an den übrigen Seiten und enthält heute alle fünf bisher realisierten Inseln. Südwestlich dieses künstlichen Atolls wurde des Weiteren ein Kanal gegraben, über den Schlick in eine Grube im Nordwesten geleitet wird, wo er sich sammeln kann und für weitere Baumaßnahmen zur Verfügung steht. Seit Dezember 2016 fuhr täglich ein Schiff von Monnickendam mit Baggergut zur Baustelle. Die beiden Häfen in Monnickendam mussten hierfür extra vertieft werden.
Bis April 2017 wurden so rund 50.000 Kubikmeter Baggerschlamm von Monnickendam zu den Marker Wadden transportiert. Für den Bau der ersten Phase wurden insgesamt 10 Millionen Kubikmeter Schlick und Lehm benötigt, der aus der unmittelbaren Umgebung herangeschafft wurde.
Die eigentliche Konstruktion der Hauptinsel begann im März 2016, bereits am 11. Mai war das erste Stück neues Land oberhalb der Wasseroberfläche zu sehen. Natuurmonumenten bezeichnete dieses Ereignis in einer Pressemitteilung als „Meilenstein“ des Projekts.
Eine dauerhafte, zu keiner Zeit mehr überspülte Insel entstand allerdings erst nach einer Reihe weiterer Aufspülungen im September 2016. Im Anschluss begann die Gestaltung und Aufforstung des neu geschaffenen Landes mit Sumpf- und Schilfgebieten sowie von Weiden dominierten Wäldchen. Auf Grund der gemachten Erfahrungen bei der Trockenlegung der großen Polder des IJsselmeers fokussiert sich die Entwicklung mittlerweile auf die Schaffung von Schilffeldern, da sich diese als sehr positiv für die Entwicklung der Landschaft herausgestellt haben. Die Ausbreitung der Weidenwäldchen wird verhindert, stattdessen soll über eine Anhebung des Wasserstands die Bildung von Schorren begünstigt werden. Seit dem 8. September 2018 ist die Hauptinsel für die Öffentlichkeit zugänglich, hier befinden sich mittlerweile neben einem Netzwerk aus Wanderwegen ein Jachthafen – was der Insel auch den Namen „Hafeninsel“ einbrachte – sowie ein Besucherzentrum, Spielplätze für Kinder und ein Aussichtsturm. Ihre offizielle Eröffnung erlebte die Insel einige Wochen später am 24. September 2016 durch Staatssekretär Martijn van Dam.

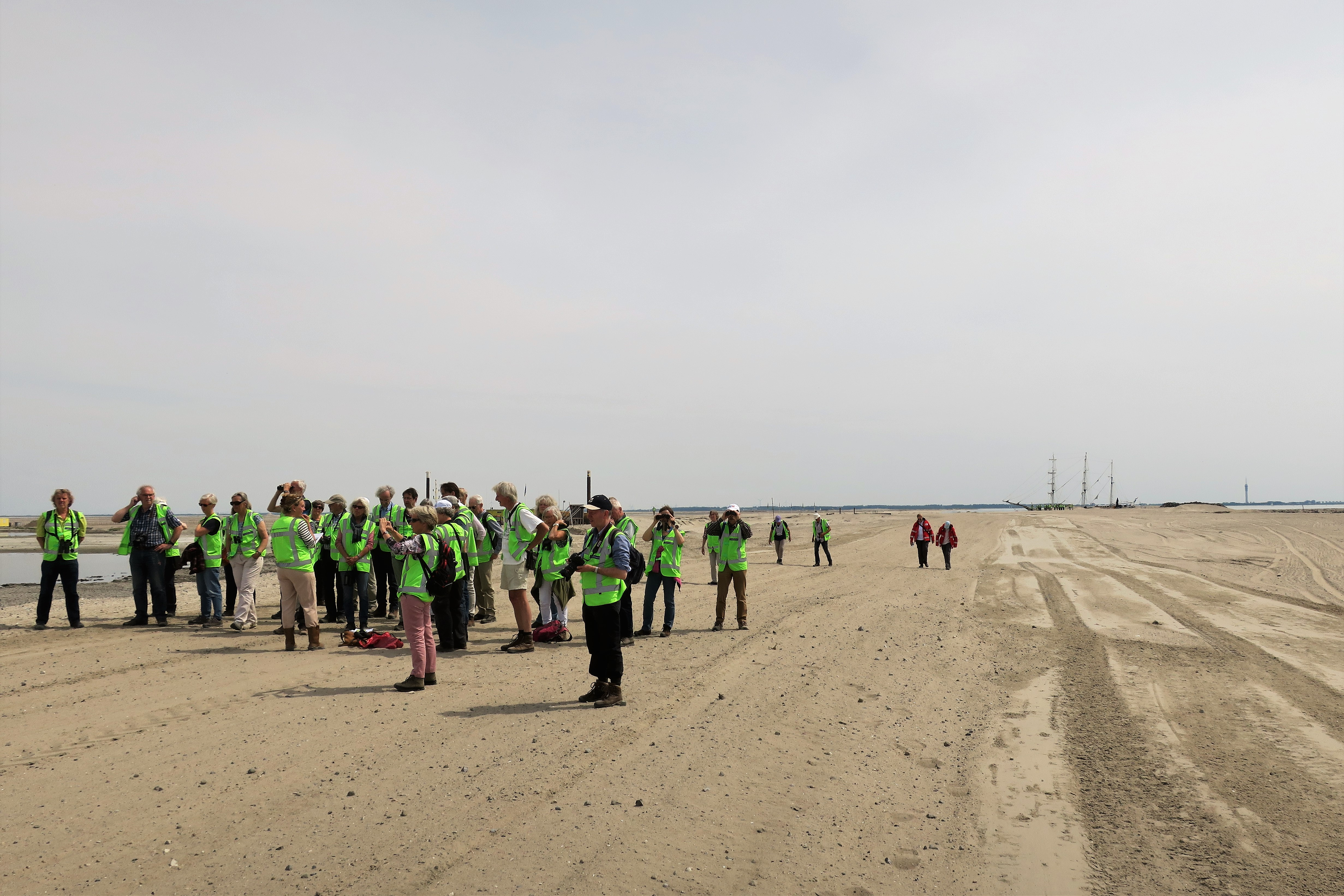
Rundführung am 12. Mai 2018

Im März 2017 meldete Natuurmonumenten, dass die Finanzierung für die Schaffung weiterer vier Inseln gesichert sei. Diese neuen Inseln wurden bis 2020 realisiert und bilden nun gemeinsam mit der Hafeninsel einen kleinen Archipel, sind jedoch anders als diese nicht für die Öffentlichkeit zugänglich. Nach dem Trockenfallen im Sommer 2018 bildete sich hier eine ungestörte Sumpfvegetation. Am 20. April 2019, Karsamstag, fuhr das erste reguläre Fährboot von Lelystad zu den Marker Wadden.

## Naturentwicklung
Für Natuurmonumenten war es das Hauptziel des Projekts, die Bedingungen für Zug- und Wasservögel im Markermeer zu verbessern. Voraussetzung hierfür war es zunächst eine intaktere Unterwasserfauna als Nahrungsgrundlage wiederherzustellen, wobei besonders den Beständen des Stints eine bedeutende Rolle zukommt.
Beobachtungen der Ökosysteme rund um die Marker Wadden über einen Zeitraum von mehreren Jahren haben gezeigt, dass das Projekt bereits weitgehend als Erfolg bezeichnet werden kann. Laut einem Zwischenbericht von Mai 2020 ist der Effekt der Inseln für die umliegende Natur positiv. So habe etwa die Verfügbarkeit von Nährstoffen im Wasser erheblich zugenommen, was zu einer Bestandszunahme bei verschiedenen Insektengruppen und Kleinstlebewesen wie Algen und Wasserflöhen geführt hat. Diese wiederum dienen als Nahrung für Fische und Vögel. Im Jahr 2018 wurden auf den Inseln circa 120 verschiedene Vogelarten gezählt, was eine erhebliche Zunahme zu den Vorjahren darstellte. 17 Arten, darunter vor allem Säbelschnäbler, Flussseeschwalbe und Lachmöwe, nutzten die Marker Wadden bereits als Brutgebiet. Im September 2018 wurden an einem einzelnen Tag 17.000 individuelle Vögel gezählt.